# Латная
Латная — посёлок городского типа в Семилукском районе Воронежской области России. Образует муниципальное образование Латненское городское поселение как единственный населённый пункт в его составе.
Население — 7285 чел. (2021).

## История

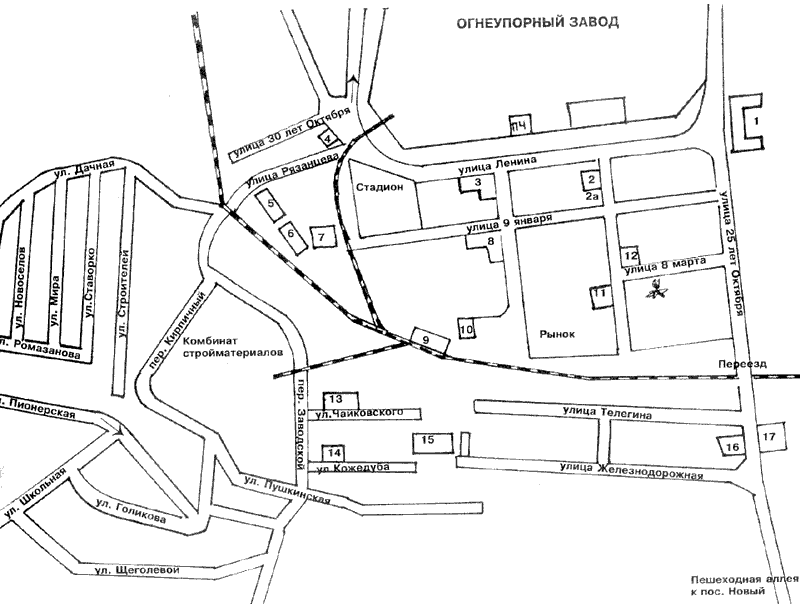
Карта посёлка

Сведения о возникновении поселения на этом месте относят к 1887 году; на месте нынешнего посёлка находилась деревня под названием Латненские дворики. В 1894 году вблизи деревни была построена железная дорога, на которой появился полустанок, получивший современное название по близлежащему селу (Латное). В 1898 году был построен шамотный завод, который работает и в настоящее время (ООО «ОгнеупорПром»). К 1900 году на полустанке было три двора с 18 жителями.
Статус посёлка городского типа — с 1944 года.

## Население
| 1959  | 1970  | 1979  | 1989  | 2002  | 2009  | 2010  | 2012  | 2013  |
| ----- | ----- | ----- | ----- | ----- | ----- | ----- | ----- | ----- |
| 5570  | ↗7488 | ↘7461 | ↗7496 | ↘7333 | ↘6797 | ↗7528 | ↘7452 | ↘7369 |
| 2014  | 2015  | 2016  | 2017  | 2018  | 2020  | 2021  |       |       |
| ↘7246 | ↗7359 | ↗7380 | ↘7379 | ↘7330 | ↘7240 | ↗7285 |       |       |

## Экономика
Заводы: огнеупоров, керамзитобетонных изделий, сельскохозяйственной техники (закрыт), минеральных удобрений, асфальтобетонный (производство битума для дорожной отрасли). Имеется 2 элеватора, а также комбикормовый завод. Также имеется производство лакокрасочной продукции.

## Транспорт
Одноимённая железнодорожная станция на линии «Воронеж—Касторное». Постоянное автобусное сообщение с Воронежем и Семилуками.

## Инфраструктура
Амбулатория, несколько магазинов и киосков, большой стадион. В 1998 году в посёлке была построена Троицкая церковь.
Общеобразовательная школа, детский сад «Родничок», детская школа искусств и дом культуры.
Физкультурно-оздоровительный комплекс, реконструированный в 2008 году, в котором ведётся подготовка спортсменов по многим направлениям, включая футбол, баскетбол, бокс, борьбу.

## Известные жители
- Дмитрий Иванович Бокалов (1922—1979) — советский и латвийский театральный актёр.

## Фотографии

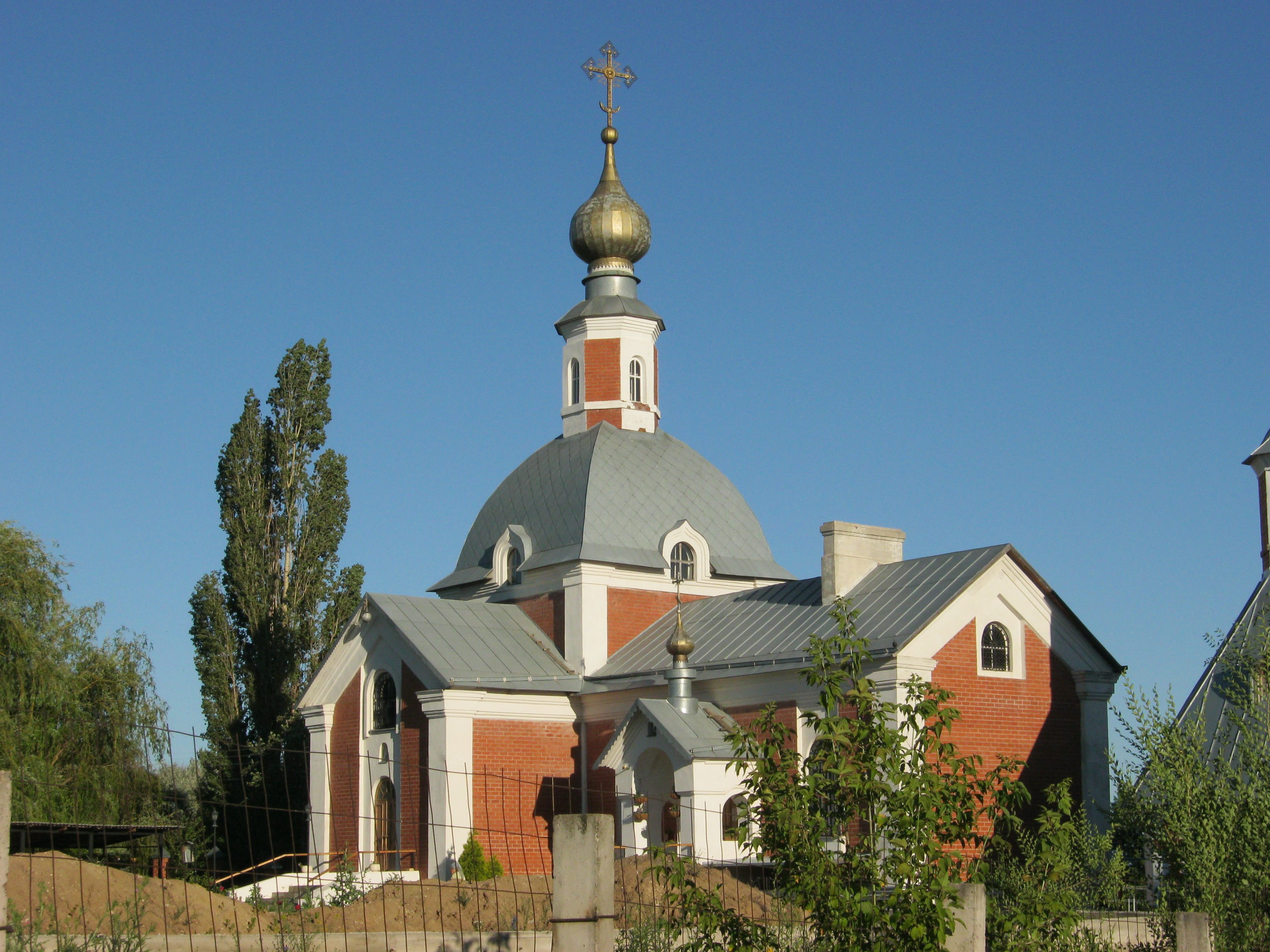
Церковь в Латной
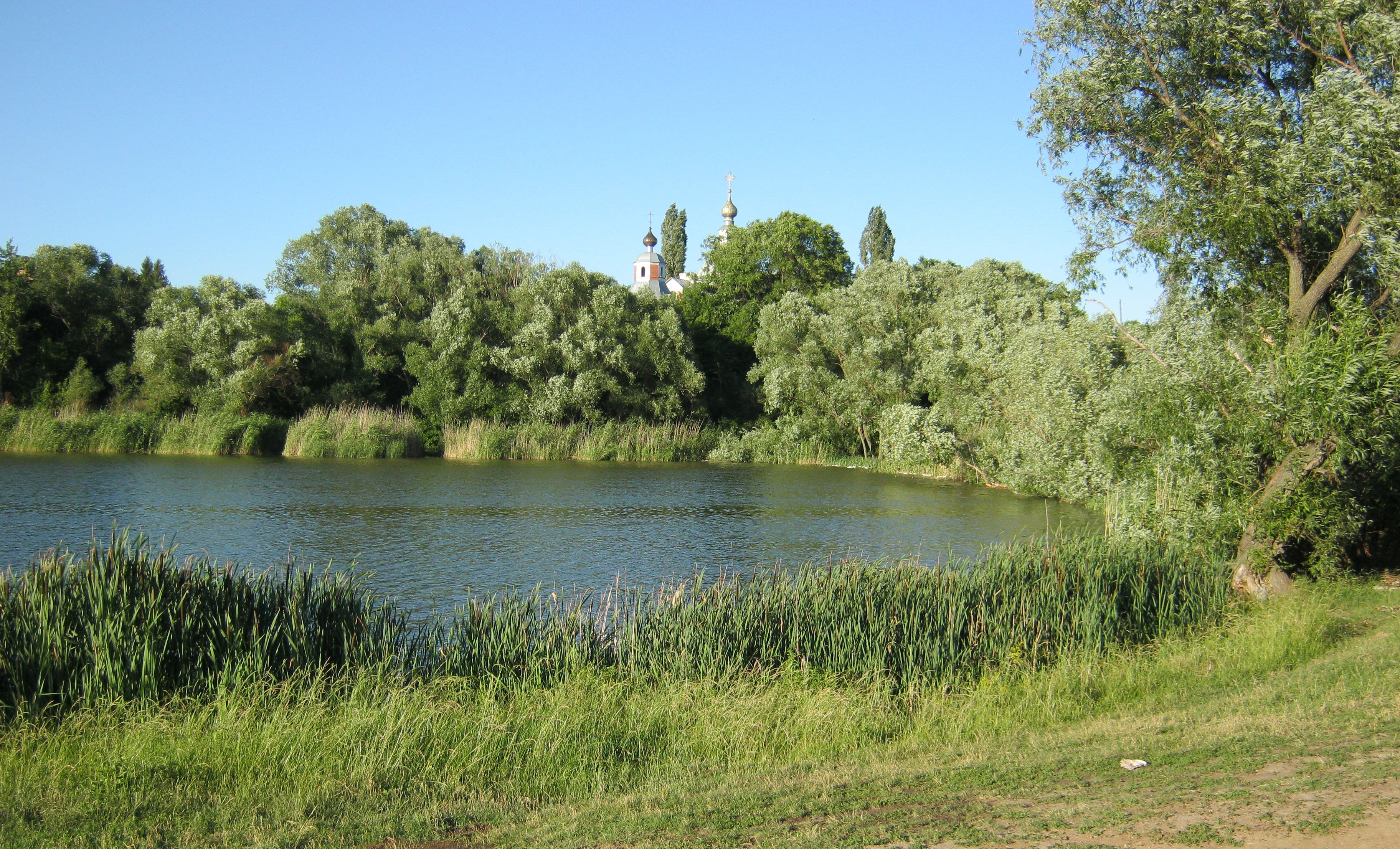
Пруд в Латной
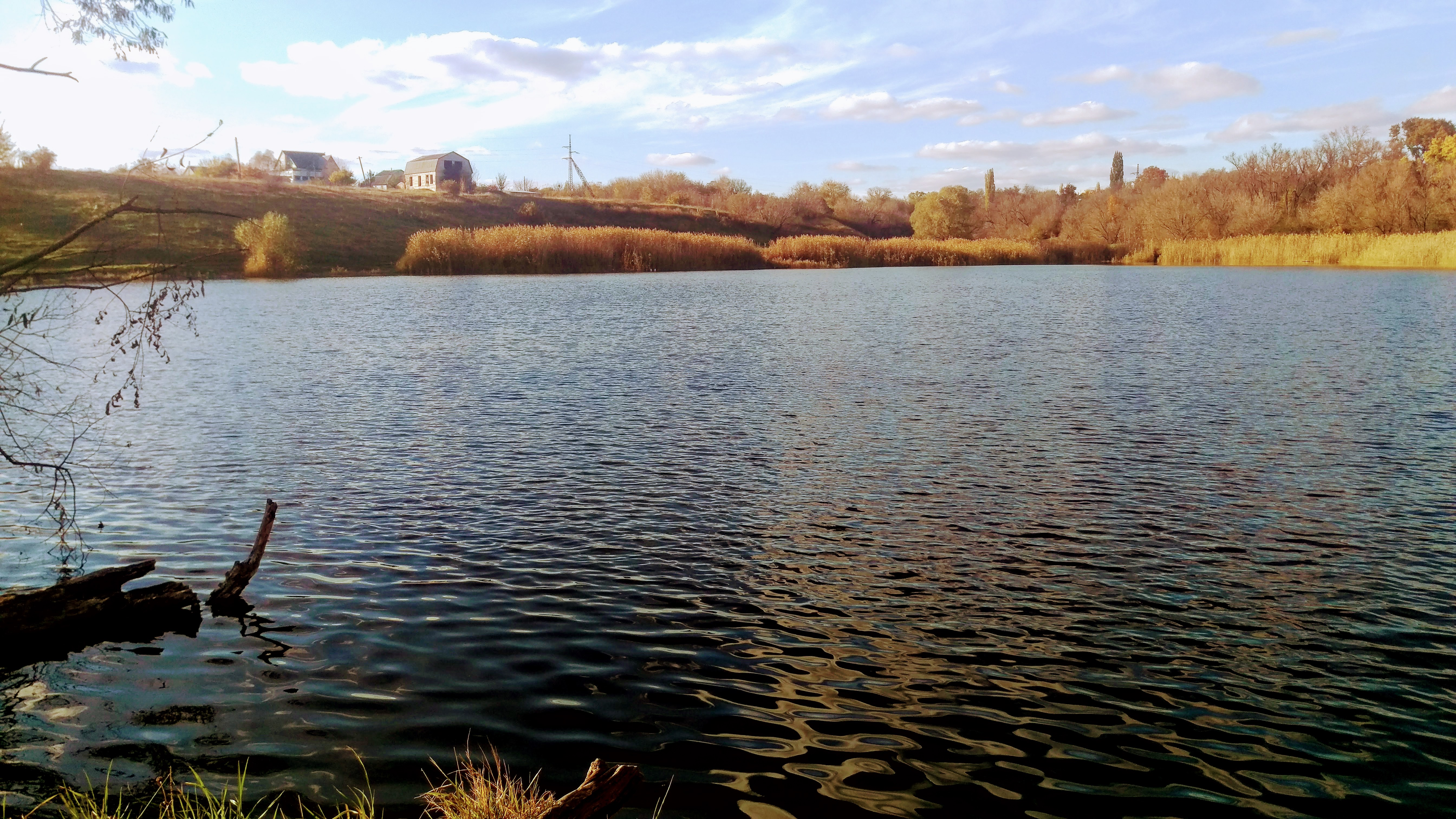
Пруд «Школьный»
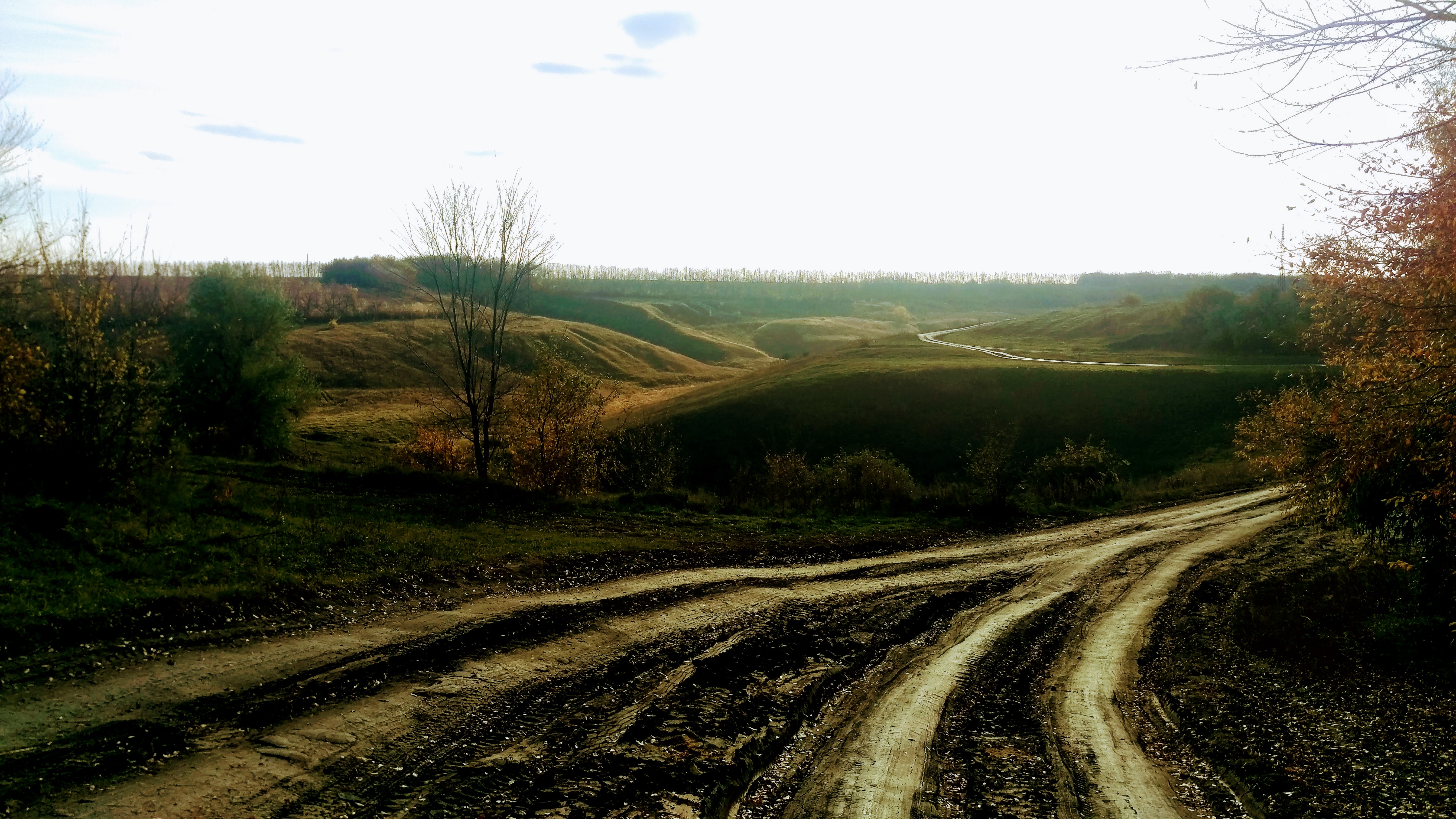
Балки на окраине посёлка
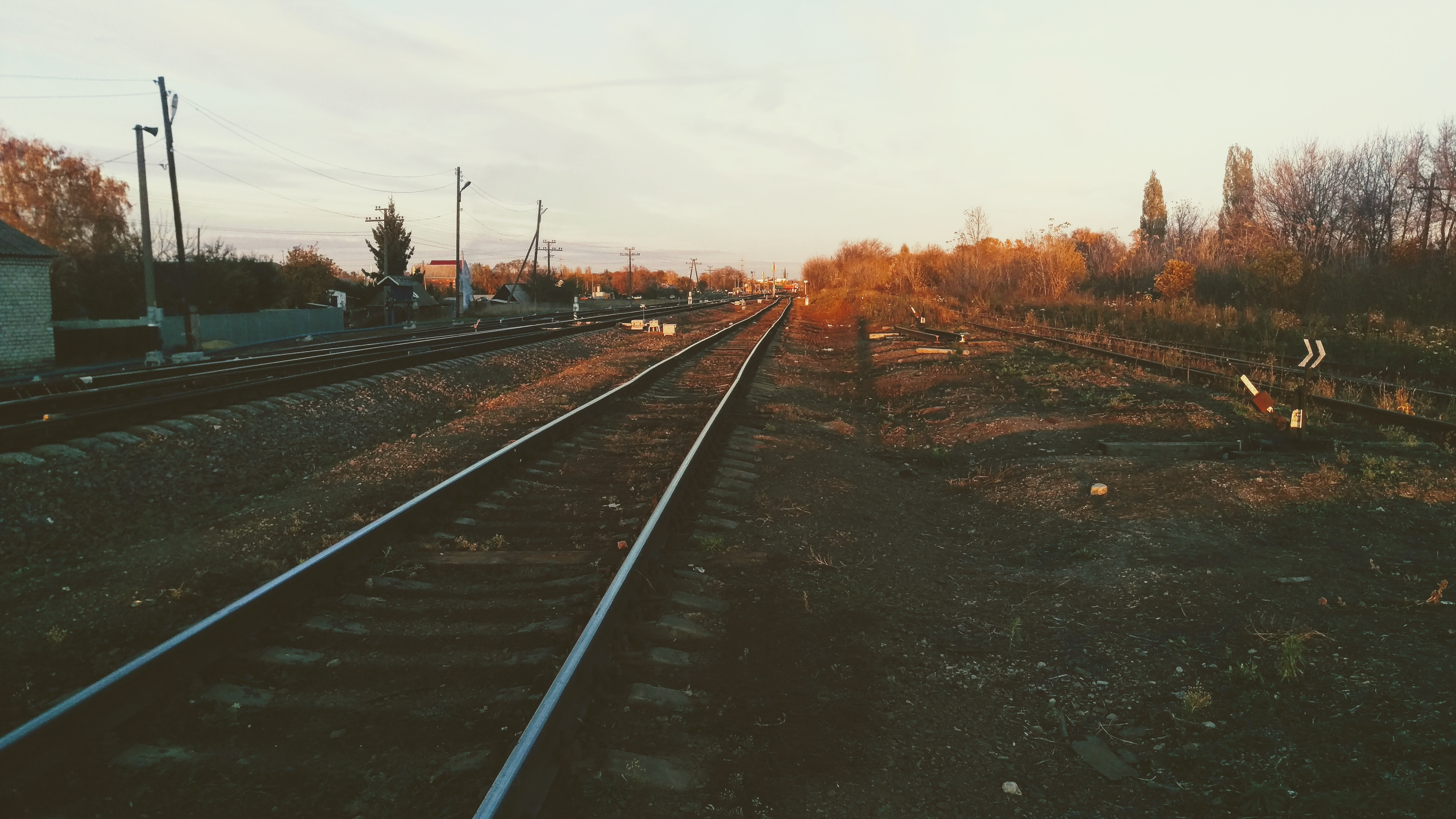
Действующая железная дорога
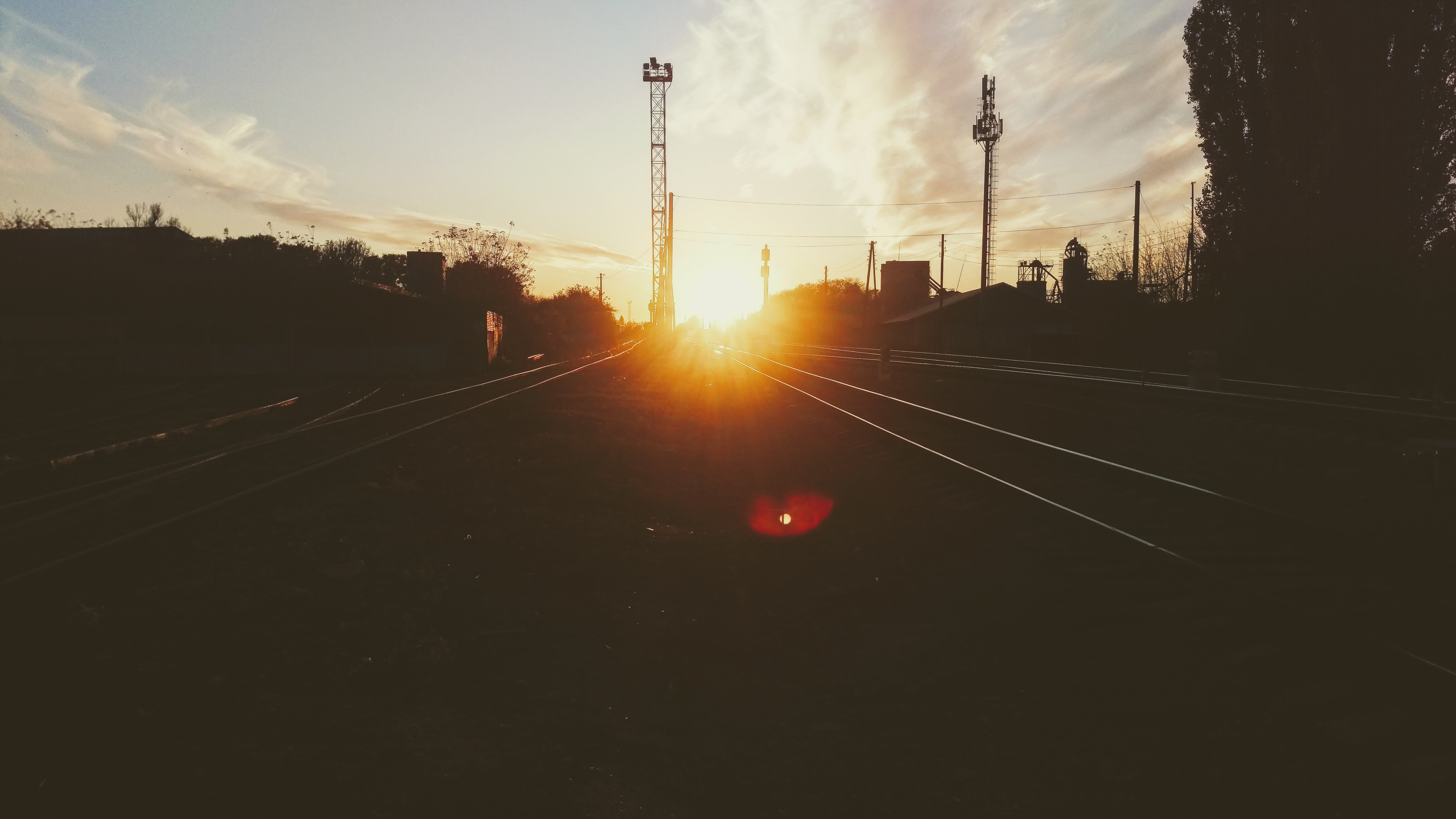
Железная дорога и вид на старый элеватор на закате